# Montastraea magnistellata
Montastraea magnistellata is een rifkoralensoort uit de familie van de Montastraeidae. De wetenschappelijke naam van de soort is voor het eerst geldig gepubliceerd in 1971 door Chevalier.